# Contea di Telfair
La contea di Telfair (in inglese Telfair County) è una contea dello Stato della Georgia, negli Stati Uniti. La popolazione al censimento del 2000 era di 11 794 abitanti. Il capoluogo di contea è McRae.